# Венесуэла на летних Олимпийских играх 2004
Венесуэла принимала участие в Летних Олимпийских играх 2004 года в Афинах (Греция) в пятнадцатый раз за свою историю, и завоевала две бронзовые медали. Сборную страны представляли 48 спортсменов, в том числе 15 женщин.

## 03!Бронза
- Тяжёлая атлетика, мужчины — Исраэль Хосе Рубио.
- Тхэквондо, женщины — Адриана Кармона.

## Состав олимпийской сборной Венесуэлы

### Лёгкая атлетика
Спортсменов — 21
Мужчины
| Спортсмен         | Дисциплина     | Предварительный раунд | Предварительный раунд | Полуфиналы           | Полуфиналы           | Финал                | Финал                |
| Спортсмен         | Дисциплина     | Результат             | Место                 | Результат            | Место                | Результат            | Место                |
| ----------------- | -------------- | --------------------- | --------------------- | -------------------- | -------------------- | -------------------- | -------------------- |
| Луис Луна         | 100 м          | 47,92                 | 50                    | Завершил выступление | Завершил выступление | Завершил выступление | Завершил выступление |
| Фредди Гонсалес   | 5000 м         |                       |                       | 13:42,44             | 37                   | Завершил выступление | Завершил выступление |
| Луис Фонсека      | марафон        |                       |                       |                      |                      | DNF                  | x                    |
| Виктор Кастильо   | прыжки в длину |                       |                       | 7,98                 | 15                   | Завершил выступление | Завершил выступление |
| Мануэль Фуэнмайор | метание копья  |                       |                       | 72,26                | 30                   | Не прошёл            | Не прошёл            |

### Плавание
Спортсменов — 1
В следующий раунд на каждой дистанции проходили лучшие спортсмены по времени, независимо от места занятого в своём заплыве.
Мужчины
| Спортсмен          | Соревнование        | Предварительные заплывы | Предварительные заплывы | Полуфиналы | Полуфиналы | Финал     | Финал     |
| Спортсмен          | Соревнование        | Результат               | Место                   | Результат  | Место      | Результат | Место     |
| ------------------ | ------------------- | ----------------------- | ----------------------- | ---------- | ---------- | --------- | --------- |
| Рикардо Монастерио | 400 м вольный стиль | 3:54,41                 | 23                      |            |            | Не прошёл | Не прошёл |